# 갈사왕
갈사왕 또는 용포 기원전 38년에 태어나 서기 27년에 사망  은 갈사부여의 왕으로, 성은 해(解)이고, 이름은 전해지지 않는다. 동부여의 백성들과 자신의 무리들을 데리고 갈사수로 가서 세운 국가여서 갈사부여국이다. 왕호또한 전해지지않아서 갈사부여를 세웠기에 갈사왕이라 불린다.

## 생애
갈사왕은 금와왕의 막내 아들로 생몰년은 알 수 없다. 고구려의 대무신왕에 의해 대소왕이 죽고 나라가 혼란에 빠지자 대소왕의 동생이었던 갈사왕은 나라가 장차 망할 것을 예감하고 100여 명의 부하를 이끌고 피난하였다. 압록곡(鴨淥谷)에 이르렀을 때 마침 해두국왕(海頭國王)이 사냥 나온 것을 발견하여 그를 죽이고 백성을 빼앗아 22년 음력 4월 갈사수(曷思水) 가에 도읍을 정하였다. 이 나라를 갈사국 또는 갈사부여라 부른다.
갈사왕의 아들(성명 미상)과 손자 도두(都頭)가 갈사부여의 왕을 지냈고, 손녀는 대무신왕의 차비(次妃)로 들어가 호동을 낳았다.

## 가족관계
- 부왕 : 금와왕(金蛙王)
- 모후 : 미상
  - 형 : 대소왕(帶素王)
  - 형수 : 미상
  - 아들 : 해씨(解氏)
    - 손자 : 도두왕(都頭王) - 갈사부여의 3대 왕
    - 손녀: 해씨 부인(解氏夫人)-대무신왕의 왕후
    - 손녀사위 : 대무신왕(大武神王) - 고구려의 3대 왕

## 대중 문화속에 나타나는 갈사왕
- 《주몽》(MBC, 2006년~2007년, 배우:원기준

## 드라마
드라마 《주몽》에서는 갈사왕의 이름이 '영포'라고 나온다. 만화 《바람의 나라》에서는 '충구'라는 이름으로 나온다.

## 같이 보기
- 갈사부여
- 도두왕